# Westfalenliga
De Westfalenliga is vanaf het seizoen 2012/13 de op een na hoogste amateurdivisie van de voetbalbond van Westfalen en is samen met andere liga's op dit moment terug te vinden op het zesde niveau van het Duitse voetbalsysteem.
De Westfalenliga bestaat uit twee poules (staffels) die elk bestaan uit 16 clubs. In de regel spelen in Staffel 1 verenigingen uit  Münsterland en Ostwestfalen, terwijl in Staffel 2 teams uit het Ruhrgebiet, Sauerland en Siegerland spelen. De exacte indeling van de beide poules wordt elk jaar vanuit geografisch oogpunt bepaald. Het kan voorkomen dat teams uit het midden van Westfalen naar de andere poule moeten verhuizen om de beide poules evenwichtig te laten zijn.
Beide kampioenen van de twee poules promoveren naar de Oberliga Westfalen, behalve als er al een team van dezelfde vereniging in die klasse speelt. Ook kan de kampioen afzien van promotie. In beide gevallen komt de dan best geklasseerde vereniging in aanmerking voor promotie. De drie laagstgeklasseerde clubs van beide poules degraderen naar een van de vier Landesliga's in Westfalen.

## Historie
Van 1956 tot 1978 was de Verbandsliga Westfalen de op twee na hoogste klasse in het Duitse systeem. Daarna werd het de vierde speelklasse  tot het jaar 1994. Vanaf 1994 door de hernieuwde invoering van de Regionalliga's werd het de 5e klasse. Vanaf 2008 is het de zesde klasse door de invoering van de 3. Liga. Vanaf dat moment wordt de liga ook Westfalenliga genoemd.
Staffel 1:
SG Bockum-Hövel ·
Delbrücker SC ·
Borussia Emsdetten ·
FC Preußen Espelkamp ·
TuS Hiltrup ·
SC Rot Weiss Maaslingen ·
SV Mesum ·
SuS Neunkirchen ·
FC Nieheim ·
Grün-Weiß Nottuln ·
SF Ostinghausen ·
SC Peckeloh ·
FSC Rheda ·
SV Rödinghausen II ·
SV Westfalia Soest ·
SC Westfalia Kinderhaus

Staffel 2:
FC Brünninghausen ·
SV Vestia Disteln ·
TuS Erndtebrück ·
SC Westfalia Herne ·
SV Hohenlimburg ·
Holzwickeder SC ·
SpVgg Horsthausen ·
FC Iserlohn 46/49 ·
Lüner SV ·
RSV Meinerzhagen ·
SV Wacker Obercastrup ·
SC Obersprockhövel ·
BSV Schüren ·
SV Sodingen 1912 ·
TSG Sprockhövel ·
DSC Wanne-Eickel
Baden ·
Bayern ·
Berlin ·
Bremen ·
Brandenburg ·
Hamburg ·
Verbandsliga Hessen ·
Mecklenburg-Vorpommern ·
Niederrhein ·
Niedersachsen ·
Mittelrhein ·
Rheinlandliga ·
Saarlandliga ·
Sachsen ·
Sachsen-Anhalt ·
Schleswig-Holstein ·
Südwest ·
Südbaden ·
Thüringen ·
Westfalen ·
Württemberg